# Sudetoněmecký dům
Sudetoněmecký dům neboli Dům sudetských Němců, německy Sudetendeutsches Haus je sídlo různých sudetoněmeckých institucí.
Nachází se v Mnichově na Hochstraße č. 8 v městské části Au, nedaleko kulturního centra Gasteig. Jeho provoz byl slavnostně zahájen v prosinci 1985. Sídlí v něm instituce:
- Sudetoněmecká nadace
- Spolek Adalberta Stiftera
- Collegium Carolinum
- Sudetoněmecká akademie umění a věd
- Sudetoněmecký archiv
- Sudetoněmecké krajanské sdružení
- Sudetoněmecká rada
- Svaz sudetoněmecké mládeže
- Sudetendeutsche Zeitung

V budově je také restaurant Wallenstein-Stuben, Galerie Alfreda Kubina s proměnnými výstavami a společenské místnosti. V plánu je vytvoření Sudetoněmeckého muzea.